# Pulsar de raio X
Pulsar de raio X ou pulsar potencializado por acreção são uma classe de objetos astronômicos que são fontes de raios X apresentando estritas variações periódicas na intensidade da emissão de raios X. Os períodos de raios X variam de tão pequenos como uma fração de segundo a tão grandes quanto diversos minutos. Um pulsar de raios X consiste de uma estrela de nêutrons magnetizada em órbita com um companheiro estelar normal e são um tipo de sistema estelar binário. A intensidade do campo magnético na superfície da estrela de nêutron é tipicamente em torno de 1012 gauss, mais de um trilhão de vezes mais forte que a intensidade do campo magnético medido na superfície terrestre (0.6 gauss). Gás é acrecido do companheiro estelar e é canalizado pelo campo magnético da estrela de nêutrons sobre os pólos magnéticos produzindo dois ou mais pontos quentes similares às zonas de aurora na Terra mas muito mais quentes. Nestas regiões quentes o gás em queda pode alcançar metade da velocidade da luz antes dele impactar na superfície da estrela de nêutrons. Tanta energia potencial gravitacional é liberada por este gás em queda, que as regiões quentes, as quais são estimadas como tendo um quilômetro quadrado em área, podem ser até dez mil vezes ou mais luminosas que o Sol. Temperaturas de milhões de graus são produzidas e então as regiões quentes emitem raios X. Como a estrela de nêutrons gira, pulsos de raios X são observados como as regiões quentes movem-se dentro e fora da visão se o eixo magnético é movido em relação ao eixo de rotação.
O gás que abastece o pulsar de raios X podem alcançar a estrela de nêutrons por uma variedade de meios que dependem do tamanho e forma da órbita e natureza da estrela companheira. Algumas estrelas companheiras dos pulsares de raios X são estrelas jovens muitomassivas, normalmente supergigantes OB (ver classificação estelar), que emite uma radiação direcionada pelo vento estelar de sua superfície. A estrela de nêutrons é imersa no vento e continuamente captura gás que flui nas proximidades. Vela X-1 é um exemplo deste tipo de sistema. Em outros sistemas, a estrela de nêutrons orbita tão proximamente a sua companheira que seu forte campo gravitacional pode empurrar material da atmosfera da companheira na órbita ao redor de si mesma, um processos de transferência de massa conhecido como sobrecarga do lóbulo de Roche. O material capturado forma um disco de acreção gasoso e espirais decrescentes em direção a queda final na estrela de nêutrons como no sietma binário Cen X-3. Para ainda outros tipos de pulsares de raios X, a companheira estelar é uma estrela Be que gira muito rapidamente e aparentemente possui um disco de gás em torno de seu equador. As órbitas das estrelas de nêutrons com estes companheiros são normalmente grandes e muito elípticas em forma. Quando a estrela de nêutrons passa na proximidade ou através do disco circundante da estrela Be (chamado disco circunstelar), ela irá capturar material e temporariamente tornar-se um pulsar de raios X. O disco circunstelar em torno da estrela Be expande-se e contrai-se por razões ainda desconhecidas, então estes pulsares de raios X transientes que são observados somente intermitentemente, frequentemente com meses a anos ebtre episódios de pulsação observável de raios X.
Pulsares de rádio (pulsares gerados por rotação) e pulsares de raios X exibem muitos diferentes comportamentos de rotação e têm diferentes mecanismos produzindo seus pulsos característicos embora seja aceito que ambos os tipos de pulsares são manifestações de uma estrela de nêutron magnetizada. O ciclo de rotação de uma estrela de nêutron em ambos os casos é identificado com o período do pulso. As maiores diferenças são que pulsares de rádio têm períodos da ordem de millisegundos a segundos, e todos os pulsares de rádio estão perdendo momento angular e desacelerando suas rotações. Em contraste, os pulsares de raios X exibe, uma variedade de comportamentos de rotação. Alguns pulsares de raios X são observados como estando continuamente girando mais rápido ou mais lentamente (com ocasionais reversões destas tendências) enquanto outros mostra, pequena alteração em suas frequências ou apresentando comportamento de alteração errática de seus períodos. A explicação destas diferenças podem ser encontradas na natureza física das duas classes de pulsares. Mais de 99% dos pulsares de rádio são objetos solitários que irradiam sua energia rotacional na forma de partículas relativísticas e radiação de dipolo magnético, iluminando a nebulosa que os cerca. Em contraste, pulsares de raios X são membros de sistemas estelares binários e matéria em acreção tanto de ventos estelares como discos de acreção. A matéria em acreção transfere momento angular a (ou da) estrela de nêutron causando alterações da rotação que são frequentemente centenas de vezes mais maiores que as variações nos pulsares de rádio. Exatamente porque os pulsares de raios X apresentam tal comportamento não é ainda claramente entendido.
Pulsares de raios X são observados usando-se telescópios de raios X que são stélites em baixa órbita da Terra embora algumas observações tenham sido feitas, principalmente nos anos iniciais da astronomia de raio X, usando-se detectores transportados por balões ou sondas em foguetes.

## Pulsares significativos
O primeiro pulsar de raios X a ser descoberto foi Centaurus X-3 em 1971 com satélite observador de raios X Uhuru.